# Georg Gronau
Georg Gronau (1868-1938) est un historien de l'art allemand. Spécialiste de la Renaissance italienne, il a notamment été décisif dans l'importance donnée à Giovanni Bellini.

## Biographie
Georg Gronau étudie à Bonn puis Berlin, où il écrit sa thèse sur Urspergensis Burchardus et son Chronicon en 1890.
Il s'intéresse d'abord à l'art vénitien. Il s'installe à Fiesole en Italie, où il vit des années 1890 à 1910. À partir de 1894, il y publie des articles ainsi qu'un livre sur Titien en 1900. Deux ans plus tard, il sort un livre sur Raphaël, puis publie en anglais sur Léonard de Vinci (1903), Titien (traduction de son premier ouvrage en 1904) et sur Le Corrège en 1907.
Son ouvrage sur la famille d'artiste Bellini, Die künstlerfamilie Bellini (1909) devient l'un des premiers ouvrages à être listés dans le catalogue des cours d'histoire de l'art de l'université de Princeton.
Il quitte l'Italie en 1910 pour devenir directeur de la Gemäldegalerie Alte Meister de Cassel en Allemagne, poste qu'il occupe jusqu'en 1924.
Gronau poursuit une longue collaboration avec le Kunsthistorisches Institut in Florenz (en) (à Florence) et repart vivre à sa villa de San Domenico à Fiesole en 1929.
L'année suivante, il publie une chronologie sur les Bellini, très controversée.
Il passe ses dernières années à écrire et publie un index des archives d'Urbino ayant un rapport avec des artistes, qu'il publie en 1936 sous le titre de Documenti artistici Urbinati.
Il meurt en 1938 dans sa villa de San Domenico à Fiesole, en Italie.
Son fils Hans D. Gronau est également historien de l'art.

## Publications
- (de) Die Ursperger Chronik und ihr Verfasser, Berlin, Seydel, 1890 (OCLC 247075599)
- (de + en) Tizian, Berlin, E. Hoffmann & co., 1900 ; Titian, New York, Scribner's, 1904 (OCLC 444458)
- (de) Leibl, Bielefeld/Leipzig, Velhagen & Klasing, 1901 (OCLC 1619732)
- (en) Leonardo da Vinci, New York, E. P. Dutton, 1902 (OCLC 2745348)
- (de) Aus Raphaels Florentiner Tagen, Berlin, Cassirer, 1902 (OCLC 10339765)
- (en) Michael Angelo, Londres, G. Newnes ; New York, F. Warne, 1906 (OCLC 2635428)
- (de) Correggio : des Meisters Gemälde in 196 Abbildungen, Stuttgart, Deutsche Verlags-Anstalt, 1907 (OCLC 8215353)
  - (en) The work of Correggio, New York, Brentano's, 1908 (OCLC 1518366)
- (de) Die künsterfamilie Bellini, Bielefeld/Leipzig, Velhagen & Klasing, 1909 (OCLC 2085605)
- (de) Raffael : des Meisters Gemälde, Stuttgart, Deutsche Verlags-Anstalt, 1909 (OCLC 2766291)
- (de) Anton Springer, Handbuch der Kunstgeschichte : vol. 3, Die Kunst der Renaissance in Italien, Leipzig, Kroener, 1920 (OCLC 311796592)
- (de) Die Kunst der Renaissance in Italien, Leipzig, A. Kröner, 1924 (OCLC 2821028)
- (de) Spätwerke des Giovanni Bellini, Strasbourg, J. H. Ed. Heitz, 1928 (OCLC 2096547)
- (de) Giovanni Bellini; des Meisters Gemälde in 207 Abbildungen, Stuttgart, Berlin, Deutsche Verlags-Anstalt, 1930 (OCLC 1265191)
  - (en) Giovanni Bellini, New York, E. Weyhe, 1930
- (it) Documenti artistici urbinati, Florence, G.C. Sansoni, 1936 (OCLC 7690622)

Ouvrages collectifs
- (de) Künstler-Monographien, 1897 (OCLC 900280604)
- (de) Adolf Gottschewski, Georg Gronau, Die Lebensbeschreibungen der berühmtesten Architekten, Bildhauer und Maler, Strasbourg, J.H. Ed. Heitz (Heitz und Mündel), 1904-1927 (7 vol.) (OCLC 9070711)
- (de) Gustav Ludwig, Wilhelm von Bode, Georg Gronau, Detlev von Hadeln (de), Archivalische Beiträge zur Geschichte der venezianischen Kunst : aus dem Nachlass Gustav Ludwigs, Berlin, B. Cassirer, 1911 (OCLC 3022052)

Ré-utilisation de ses textes de façon posthume
- (de) Erich Herzog, Die Gemäldegalerie der Staatlichen Kunstsammlungen Kassel, Hanau, Peters, 1969 (OCLC 4203752)

## Importance de Gronau
L'historien de l'art britannique Robert Witt (en) considère que Gronau est l'un des premiers à avoir compris l'importance de Giovanni Bellini et à établir une chronologie de son œuvre, qui est devenue une référence pour ses pairs.
Le critique d'art Roger Fry, qui a étudié le livre de Gronau sur Raphaël, a qualifié l'auteur allemand d'« observateur exceptionnellement doué et scientifique ».
Il a collaboré avec le directeur des Collections nationales de Dresde Woldemar von Seidlitz sur une étude de Léonard de Vinci, ainsi qu'avec l'historien de l'art britannique Herbert Cook (en) pour établir la date de naissance du Titien.